# برمجة سلمية

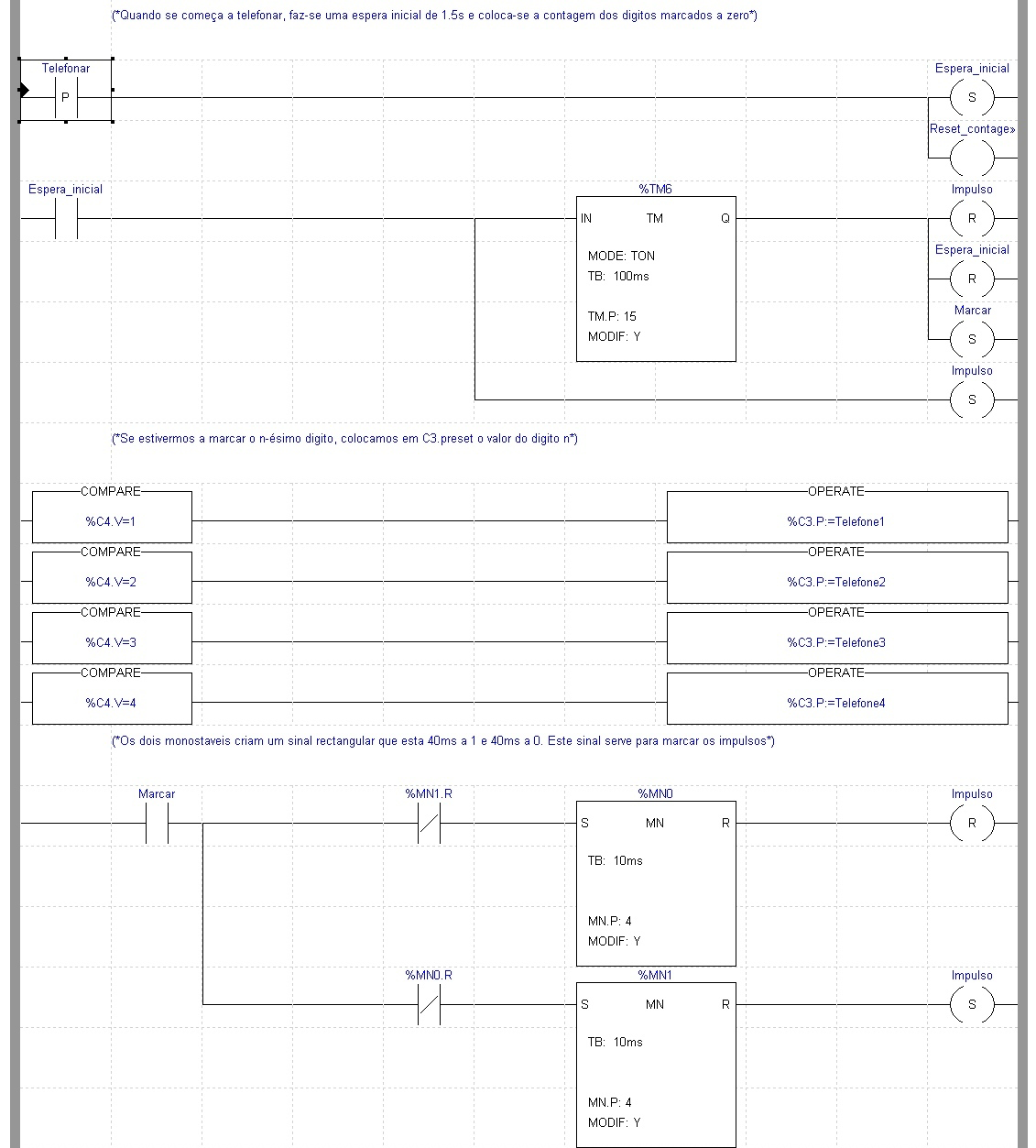

البرمجة السُلَّمية (بالإنجليزية: Ladder programming) أو التدرج المنطقي (بالإنجليزية: Ladder logic) هي لغة برمجة يمكن بواسطتها عمل برنامج يقوم بعمل رسم بياني يحتوي عددًا من دوائر الترحيل المنطقي. استخدمت في البداية لعمل برنامج لتشغيل أجهزة التحكم المنطقي القابلة للبرمجة (PLCs) لاستخدامها في الصناعة.